# Don't Be Discouraged
Don't Be Discouraged è un brano musicale di Megumi Hayashibara, scritto da Sato Hidetoshi, Soeta Keiji e dalla stessa Hayashibara, e pubblicato come singolo il 23 aprile 1997 dalla Starchild Records. Il brano è stato incluso negli album della Hayashibara feel well e Plain e nella raccolta Slayers MEGUMIX. Il singolo raggiunse la quarta posizione della classifica settimanale Oricon, e rimase in classifica per sette settimane, vendendo 211 000 copie. Successful Mission è stato utilizzato come sigla di chiusura della serie televisiva anime Slayers Try, in cui la Hayashibara doppia il personaggio di Lime, protagonista dell'anime, mentre il lato B Breeze è usato come sigla di apertura.

## Tracce
CD singolo KIDA-148
1. Don't Be Discouraged – 4:09
2. Breeze – 4:23
3. Don't Be Discouraged (Off Vocal Version) – 4:09
4. Breeze (Off Vocal Version) – 4:23

Durata totale: 17:04

## Classifiche
| Classifica (1997)                        | Posizione più alta |
| ---------------------------------------- | ------------------ |
| Giappone (Classifica settimanale Oricon) | 4                  |